# ロシアのクリスマス音楽
『ロシアのクリスマス音楽』（Russian Christmas Music for Symphonic Band ）は、アルフレッド・リードが作曲した吹奏楽曲。リードの初期の作品の中でも演奏頻度が高く録音も多い。

## 概説
第二次世界大戦中の1944年に、コロラド州デンヴァーでのソ連とアメリカの新しい音楽による演奏会のために、そのわずか16日前にロイ・ハリスからソ連・ロシアにちなんだ音楽の作曲を委嘱され、11日間で書き上げられた。
続けて演奏される4つの部分からなり、東方正教のクリスマスのコラール「Carol of the Little Russian Children」と、東方正教の奉神礼音楽を思わせるリードのオリジナルの旋律とで構成されている。
1944年12月15日に初演され、またNBCラジオで全米に放送された。1947年に改訂され、1948年にドナルド・ムーア（Donald I. Moore）指揮するジュリアード音楽院吹奏楽団により初演された。続いてハーウッド・シモンズ（Harwood Simmons）指揮するシラキュース大学シンフォニックバンドによって演奏され、その後も未出版にもかかわらずアメリカ各地でたびたび演奏された。
1968年に2度目の改訂が行われて決定稿となり、1969年にサム・フォックス社（Sam Fox Publishing Company）から出版された。出版譜にはハーウッド・シモンズへの献辞が付されている。
演奏時間は作曲者の指揮、東京佼成ウインドオーケストラの演奏で15分40秒。
1995年にはクラーク・マカリスター（Clark McAlister）の編曲で管弦楽版も作られ、出版されている。また、スクールバンド向けに難度を下げた編曲も複数存在する。リード自身も1953年に初級バンド向けに一部を抜粋して改編し、2曲からなる『スラヴ民謡組曲』（Slavonic Folk Suite）として発表していた。

## 編成
スコアに「シンフォニックバンドのための」と書かれているとおり、リードの吹奏楽作品としては大規模な楽器編成が取られている。
| 木管 | 木管                               | 金管  | 金管     | 弦・打 | 弦・打                                                     |
| ---- | ---------------------------------- | ----- | -------- | ------ | ---------------------------------------------------------- |
| Fl.  | 2, Picc. 2 (Fl. 2持ち替え)         | Crnt. | 3, Tp. 4 | Cb.    | ●                                                          |
| Ob.  | 2, C.A.                            | Hr.   | 4        | Timp.  | ●                                                          |
| Fg.  | 2, Cfg. 1 (opt.)                   | Tbn.  | 4        | 他     | B.D., Cym. (crash/susp.), Gong, Bells, Chimes, Xylo., Tri. |
| Cl.  | 3, E♭, Alto, Bass, C-Bass 2        | Bar.  | 2        | 他     | B.D., Cym. (crash/susp.), Gong, Bells, Chimes, Xylo., Tri. |
| Sax. | Alt. 2 Ten. 1 Bar. 1 Bass 1 (opt.) | Tub.  | 2        | 他     | B.D., Cym. (crash/susp.), Gong, Bells, Chimes, Xylo., Tri. |